# Ночи Гарлема
«Ночи Гарлема» (или «Гарлемские ночи») (англ. Harlem Nights) — фильм режиссёра Эдди Мёрфи.

## Сюжет
Гарлем, 1910-е годы. Мистер Рэй по кличке «Сахар» (Ричард Прайор) держит игорный дом. У него на побегушках работает мальчик-сирота Вернест Браун по кличке «Живчик». Когда Живчик спас жизнь своему хозяину от разъярённого игрока, Рэй, узнав, что он — сирота, принимает решение усыновить мальчика.
Проходит двадцать лет. Игорный дом Рэя превратился в одно из самых солидных заведений города и чуть ли не самых прибыльных. Повзрослевший Живчик (Эдди Мёрфи) помогает своему приёмному родителю в делах. В конце рабочего дня они собирают выручку с игровых аттракционов, а также с сутенёрши Веры (Делла Риз), подопечные которой обслуживают гостей. Однажды Живчик заподозрил её в воровстве, когда та принесла всего 200 долларов. Оскорблённая Вера устроила с ним потасовку, в ходе которой Живчик отстрелил женщине мизинец на ноге.
Тем временем Рэй и его команда сталкиваются с серьёзными проблемами. Их заведением пытается завладеть местный криминальный авторитет Багзи Колхун (Майкл Лернер), поскольку их бизнес приносит больший доход, чем его. В клуб Рэя наведывается человек Колхуна Томми Смолз (Томас Микал Форд) вместе с девушкой Доминик Ля Ру (Жасмин Гай), которая нравится Живчику. Домой к Рэю приходит сержант Фил Кантон (Дэнни Айелло) и расспрашивает того о его бизнесе. Рэй отговаривается тем, что лишь торгует конфетами. Однако, спустя некоторое время, Фил снова встречает Рэя в его клубе, но не арестовывает его, а представляется ему уже как человек Колхуна и предлагает платить тому огромный процент с еженедельной прибыли. Рэй говорит, что позвонит ему, но сержант сообщает, что позвонит сам, и уходит.
Рэй и Живчик понимают, что им в скором времени придётся покинуть родной Гарлем, поскольку Колхун в конечном счёте убьёт их. Но просто так они уходить не собираются. Рэй и команда решают «кинуть» Колхуна двумя способами сразу: первый — заставить мафиози проиграть на спортивной ставке при помощи их друга боксёра Джека Дженкинса (Стэн Шоу), а второй — ограбить Колхуна, забрав у него большую часть выручки, которую он регулярно получает. Живчик собирается на встречу с Колхуном, но Рэй просит его перед этим заехать к Томми Смолзу, чтобы, в расчёте на его глупость, выведать какую-либо полезную о Колхуне информацию. Но Живчик застал Смолза мёртвым в его номере (Томми убил Фил Кантон по велению Колхуна, подозревавшего Смолза в краже 5000 долларов). На встрече Колхун вновь предлагает Живчику своё предложение, более того он предлагает ему работать в своём клубе вместе с Доминик. Живчик наотрез отказывается и уходит. А на улице его подстерегает брат Томми Смолза Рэджи (Арсенио Холл), который уверен, что Живчик виновен в смерти его брата (Рэджи и его люди видели его выходящим из гостиницы). Начинается погоня, а затем и перестрелка, в ходе которой Живчик убивает бандитов.
После всех этих событий Живчик приезжает в клуб. Тем временем Рэю уже становится известно, кто собирает деньги для Колхуна, и принимает решение отправить к нему самую лучшую девушку Веры по кличке «Солнышко» (Лела Рошон). В этот момент в клуб звонит Доминик Ля Ру и приглашает Живчика в гости. Встреча Живчика и Доминик проходит в доме Колхуна. В постели под подушкой Живчик обнаруживает пистолет. Молодые люди занимаются любовью. После секса Живчик спрашивает Доминик об её отношении к нему: личное или деловое. Девушка говорит, что и то, и другое. Тут она берёт свой пистолет и собирается убить Живчика, однако тот перехитрил её, заведомо разрядив оружие, и убил Доминик.
Живчик едет к Рэю после встречи, сообщив, что он убил Доминик. Рэй принимает решение спрятать Живчика у своего давнего друга и сообщника Бенни (Редд Фокс), поскольку Колхун будет раздражён этим событием. В очередную ночь с отрядом полиции в клуб Рэя приходит Кантон. Он арестовывает всех находящихся в здании и пытается узнать у Рэя, где находится Живчик, и, ничего не добившись, уходит. Затем Рэя встречает сам Колхун, и уже в открытой форме требует ему и Живчику убираться из города, на что Рэй спокойно отвечает отказом. Рэй выпускает арестованных людей из участка, внеся за них залог. Его заведение закрывается, и на его месте открывается точка торговли сладостями.
Рэй и команда уже решают действовать. Его люди подрывают клуб Колхуна, удаётся трюк со ставками. Тем временем Солнышко втирается в доверие к Ричи (Вик Полицос) — человеку, который забирает регулярно выручку для Колхуна. Тот признаётся ей в любви, ради неё даже бросает семью и договаривается о завтрашней встрече. Забрав деньги для Колхуна, Ричи едет на место встречи с Солнышко. Там люди Рэя провоцируют ДТП, затем появляются переодетые в полицейских Рэй и Живчик, которые сообщают Ричи, что рядом с ним некая «Леди-Героин». В момент разговора Живчик забирает нужный мешок с деньгами, но тут подъехали настоящие полицейские, которые отобрали мешок с деньгами, думая, что там героин, и арестовали Солнышко, при этом отпустив Ричи, сообщившего, что везет деньги для Колхуна. Всё это происходило на глазах Фила Кантона. Сержант настигает Рэя и Живчика в заброшенном банке и не понимает, что они тут делают. Те говорят, что пришли сделать взнос, и вместе с остальными ребятами они скручивают продажного сержанта, оставляя его в сейфе с ограниченным воздушным пространством.
Колхун в бешенстве от последних событий. Больше всего он в ярости от того, какой мешок привёз ему Ричи. Более того там оказался не героин, а сахар. Колхун жаждет достать Рэя. Тут к нему приходит Вера и сообщает мафиози, что Рэй сейчас находится у себя дома. Колхун вместе со своей бандой наведывается туда. Там он замечает вещи Кантона и, думая, что он здесь, зовёт его. В последний момент Багзи понимает, что угодил в ловушку, но уйти его банда не успевает: дом Рэя взрывается вместе с бандитами.
Рэй вместе с друзьями готовится к отъезду. Перед этим ему привозят деньги полицейские, которые, как оказалось, были подставными. Счастливые друзья уезжают. Рэй и Живчик верят, что они успешно устроятся на новом месте, но это будет уже не их родной, ставший больше чем домом, Гарлем.

## В ролях
- Эдди Мёрфи — Вернест Браун/ Живчик
- Ричард Прайор — Рэй/Сахар
- Делла Риз — Вера
- Редд Фокс — Бенни
- Майкл Лернер — Багзи Колхун
- Дэнни Айелло — сержант Фил Кантон
- Жасмин Гай — Доминик Ля Ру
- Берлинда Толберт — Энни, супруга Рэя
- Стэн Шоу — Джек Дженкинс, боксёр
- Вик Полизос — Ричи, бандит
- Лела Рошон — «Солнышко»
- Томас Микал Форд — Томми Смолз
- Арсенио Холл — Реджи Смолз, брат Томми
- Дэвид Марсиано — Тони, бандит
- Арсенио Холл — Регги
- Чарли Мерфи — Джимми
- Майкл Баффер — ведущий на ринге
- Рейнальдо Рей — игрок

## Критика
Вышедший на экраны фильм «Ночи Гарлема» показал неплохие кассовые сборы. Однако он был холодно встречен критиками, некоторые из них даже называли фильм одной из самых худших работ Мёрфи. Впоследствии Эдди Мёрфи дважды номинировался на премию «Золотая малина», но получил её лишь в одной номинации — «худший сценарий».